# Daniel Brýdl
Daniel Brýdl (* 12. května 1973 Litomyšl) je český manažer a politik, od roku 2024 zastupitel Pardubického kraje zvolený jako nestraník za hnutí Nestraníci, od roku 2018 starosta města Litomyšl na Svitavsku zvolený jako nezávislý za uskupení „Generace 89“.

## Život
Spolu se svým bratrem Tomášem a třemi bratranci, bratry Jakubem, Filipem a Lukášem, syny někdejšího svitavského starosty Jiřího Brýdla, pracoval v rodinné společnosti Story Design, která se zaměřuje na návrhy prodejen českých i zahraničních firem (například Škoda Auto, Plzeňský Prazdroj, Vodafone nebo McDonald's). Tuto pozici před rokem 2015 opustil.

## Politické působení
V komunálních volbách v roce 2002 kandidoval jako člen US-DEU do Zastupitelstva města Litomyšl na kandidátní listině uskupení „Sdružení US-DEU, NK“, ale neuspěl. Zvolen nebyl ani ve volbách v roce 2006 jako nestraník za hnutí Nestran., ani ve volbách v roce 2010 jako nezávislý za subjekt „Sdružení nezávislých kandidátů "Generace 89"“. Členem zastupitelstva se tak stal až po volbách v roce 2014, opět jako nezávislý za subjekt „GENERACE 89“.
Ve volbách v roce 2018 obhájil post zastupitele města jako nezávislý a zároveň lídr kandidátky „GENERACE 89“. Dne 1. listopadu 2018 byl zvolen starostou města Litomyšl. Totožnou funkci před ním zastával i jeho otec Miroslav a ve Svitavách strýc Jiří Brýdl. Rovněž ve volbách v roce 2022 obhájil post zastupitele města jako nezávislý a zároveň lídr kandidátky „Sdružení nezávislých kandidátů "Generace 89"“. V říjnu 2022 byl následně po druhé zvolen starostou města.
V krajských volbách v září 2024 byl zvolen jako nestraník za hnutí Nestran. zastupitelem Pardubického kraje, a to na kandidátní listině uskupení „Koalice pro Pardubický kraj“ (tj. KDU-ČSL, SNK ED a Nestran.). Na kandidátce původně figuroval na 6. místě, vlivem preferenčních hlasů skončil třetí.